# Carl Magnus Mauritz Armfelt
Carl Magnus Mauritz Armfelt, född 10 augusti 1836 i Halikko, död 20 december 1890 i Åbo, var en finländsk industriman. Han var bror till August Armfelt. 
Armfelt förvärvade 1866 i Åbo en betydande verkstadsindustri (sedermera Åbo Jernmanufaktur Ab), som han kraftigt utvidgade. Han hade stora kulturella intressen och fick en framskjuten ställning i stadens kommunala liv.